# Une nuit de folie (film, 1950)
Pour les articles homonymes, voir Nuit de folie.
Pour plus de détails, voir Fiche technique et Distribution.
Une nuit de folie (titre original : Eine Nacht im Séparée) est un film allemand réalisé par Hans Deppe sorti en 1950.
Le film s'inspire de la pièce Der wahre Jakob de Franz Arnold et Ernst Bach.

## Synopsis
Berlin, en 1910. Heinrich Pogge est un bon mari, un conseiller municipal strict et un pourvoyeur de Guillaume II. Il est ainsi préoccupé par la moralité sociale et décide donc un jour de se rendre dans la grande ville avec un libraire mécène pour participer à un congrès de morale. Les tentations deviennent rapidement si grandes que les deux hommes sont tentés de commettre une « faute morale ». L'un des «égarés» entraîne les deux prétendus hommes d'honneur dans les bras d'une séduisante danseuse de boîte de nuit qui mène les deux philistins tendus par le nez.
Cependant, M. Pogge se trouve dans une grande détresse quand il se rappelle sa fidèle épouse Vera, qui manifestement ne fait pas tellement confiance à son mari et pas à tort, pourrait l'avoir suivi et le surprendre. De cette façon, le pire peut être évité, et avant qu'ils ne succombent finalement à la tentation et donc à leur propre luxure, les deux hommes rentrent enfin chez eux avec une expérience de plus.

## Fiche technique
- Titre : Une nuit de folie
- Titre original : Eine Nacht im Séparée
- Réalisation : Hans Deppe assisté de Hans Ohrtmann
- Scénario : Bobby E. Lüthge (de)
- Musique : Rudolf Nelson, Alfred Strasser (de)
- Direction artistique : Gabriel Pellon
- Costumes : Walter Kraatz
- Photographie : Kurt Schulz
- Son : Oskar Haarbrandt (de)
- Montage : Margarete Steinborn (de)
- Production : Kurt Ulrich
- Sociétés de production : Berolina
- Sociétés de distribution : Gloria Filmverleih
- Pays de production :  Allemagne de l'Ouest
- Langue : allemand
- Format : Noir et blanc - 1,37:1 - Mono - 35 mm
- Genre : Comédie
- Durée : 95 minutes
- Dates de sortie :
  - Allemagne de l'Ouest : 10 février 1950
  - Autriche : 28 juillet 1950
  - France : 13 avril 1951[1]

## Distribution
- Kurt Seifert (de) : Heinrich Pogge
- Olga Tschechowa : Vera Pogge, son épouse
- Sonja Ziemann : Käthe
- Gretl Schörg : Musette, chanteuse et danseuse
- Paul Hörbiger : Ferdinand comte Lilienstein
- Georg Thomalla : Udo
- Rudolf Schündler : Tobias Nickelmann
- Ernst Waldow : Bocknagel, policier
- Martha Hübner : Anna, domestique
- Otto Falvay : Tom Sylvester
- Erika von Thellmann (de) : Amalie Eusebie
- Franz Schafheitlin : Le bourgmestre
- Edith Karin : Intendante de la fondation d'Amalie
- Franz-Otto Krüger : M. Schlüsemann

## Source de la traduction
- (de) Cet article est partiellement ou en totalité issu de l’article de Wikipédia en allemand intitulé « Eine Nacht im Séparée » (voir la liste des auteurs).